# 3e division légère de cavalerie
Pour les articles homonymes, voir 3e division.
La 3e division légère de cavalerie (3e DLC) est une division de cavalerie de l'Armée de terre française qui a participé à la Seconde Guerre mondiale.
La 3e DLC est créée en février 1940 à partir des éléments de la 3e division de cavalerie. Elle a pour mission d'effectuer la manœuvre retardatrice au Luxembourg. Celle-ci se déroule les 10 et 11 mai, puis elle combat pour la position avancée de Longwy. Le 17 mai elle se porte dans l'Aisne pour s'opposer à la progression allemande. Engagée en juin dans la défense de la Somme, elle combat ensuite pour la défense de la Seine.

## Création et différentes dénominations
- 10 février 1940 : création à partir de la 3e division de cavalerie à Longwy
- 2 juillet 1940 : les dernières unités de la division déposent les armes

## Commandants
La division a eu un seul commandant, le général Petiet.

## Historique

### Drôle de guerre

#### Création

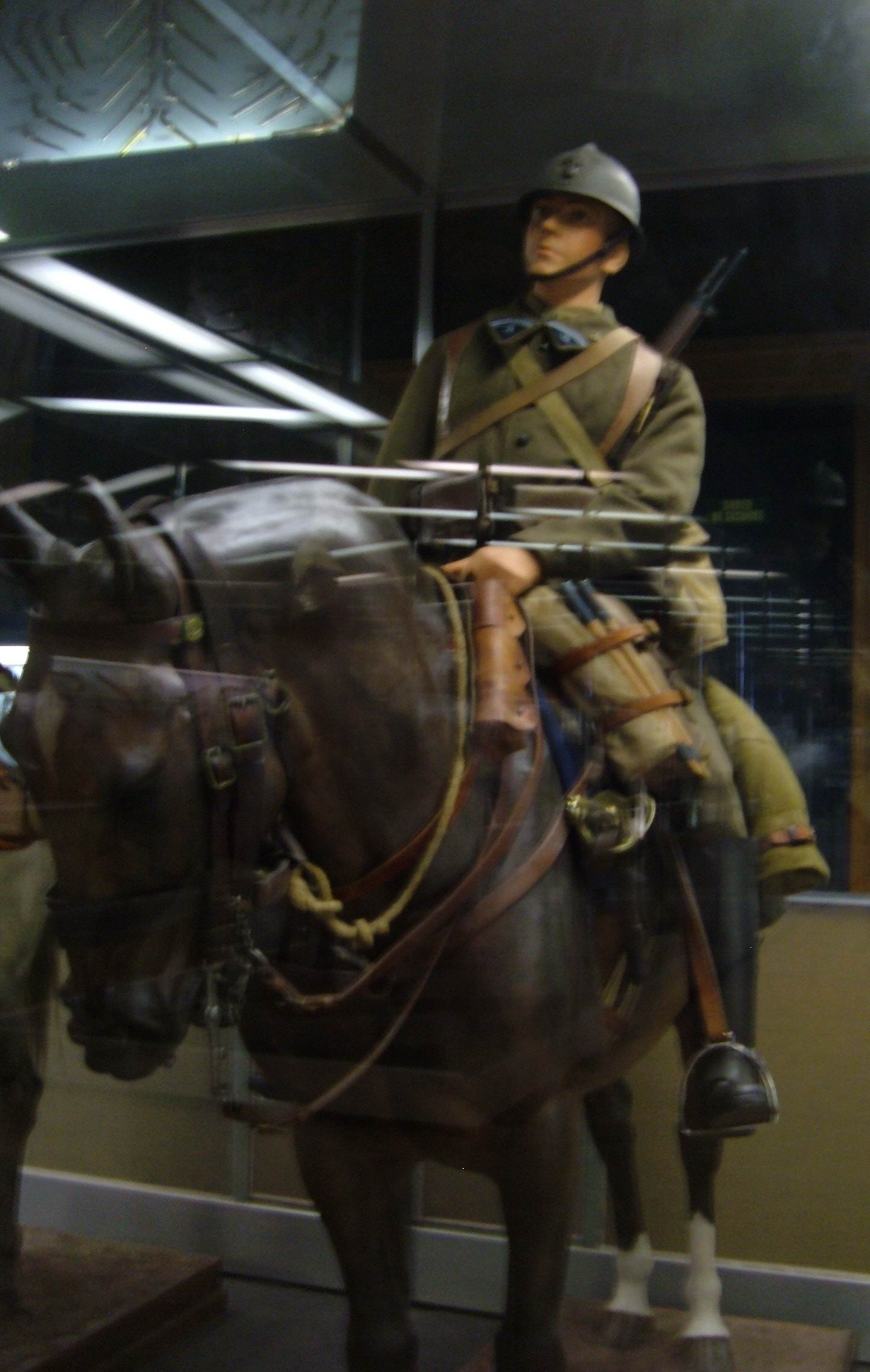
Uniforme d'un cavalier du 4e hussards de la 3e DLC.

En février 1940, le commandement français, suivant ce qu'il a décidé en novembre 1939, procède à la transformation des trois divisions de cavalerie (DC) en cinq divisions légères de cavalerie (DLC) pour réaliser une action de retardement en Ardenne,. Ce changement n'apporte pas plus de puissance à l'ensemble mais plus de souplesse. Ces nouvelles divisions comportent une brigade de cavalerie (BC) avec deux régiments hippomobiles (chasseur, cuirassier ou hussard) totalisant 2 000 cavaliers et 8 canons antichars, une brigade légère motorisée (BLM) réunissant un régiment d'automitrailleuses et un régiment de dragons portés, un régiment d'artillerie tractée constitue l'artillerie divisionnaire. Ce régiment d'artillerie doit recevoir un groupe de 75 modèle 97 tracté tous terrains et un de 105 C modèle 35 (12 pièces par groupe). Le régiment d'automitrailleuses est constitué d'un escadron d'automitrailleuses de découverte (douze AMD 35P), d'un escadron d'automitrailleuses de combat (douze H35) et de deux escadrons motocyclistes. Le régiment de dragons portés comporte deux escadrons mixtes, chacun ayant deux pelotons d'automitrailleuses de reconnaissance et deux pelotons motocyclistes. Ces divisions légères de cavalerie doivent être engagées en Ardenne avec des groupes de reconnaissances de division d'infanterie (GRDI) et de corps d'armée (GRCA) pour retarder l'avance allemande dans cette région.
La 3e DLC est ainsi créée sous le commandement du général Petiet à partir de la 3e DC. La 3e DLC dépend directement de la 3e armée.

#### Mission au Luxembourg
En mars, alors que les DLC se constituent, la mission qu'elles doivent accomplir en cas d'offensive allemande en Belgique et au Luxembourg est précisée par le haut commandement. La cavalerie de la 3e armée doit occuper les débouchés au sud du Luxembourg, effectuer des destructions d'itinéraires (ponts, etc.) et d'installations (centrale électrique de Differdange, etc.) et mener un combat retardateur en direction de la frontière,. La 3e DLC dont les éléments stationnent au sud de la frontière franco-luxembourgeoise (Audun-le-Tiche, Russange, Rédange, Zoufftgen, Breistroff-la-Grande…) doit se porter à la rencontre de l'ennemi au Luxembourg afin de couvrir l'exécution des destructions. Pour sa mission elle est renforcée par les 31e et 63e GRDI (des 20e et 56e divisions d'infanterie) et elle doit être couverte au nord par la 1re brigade de spahis.

### Bataille de France

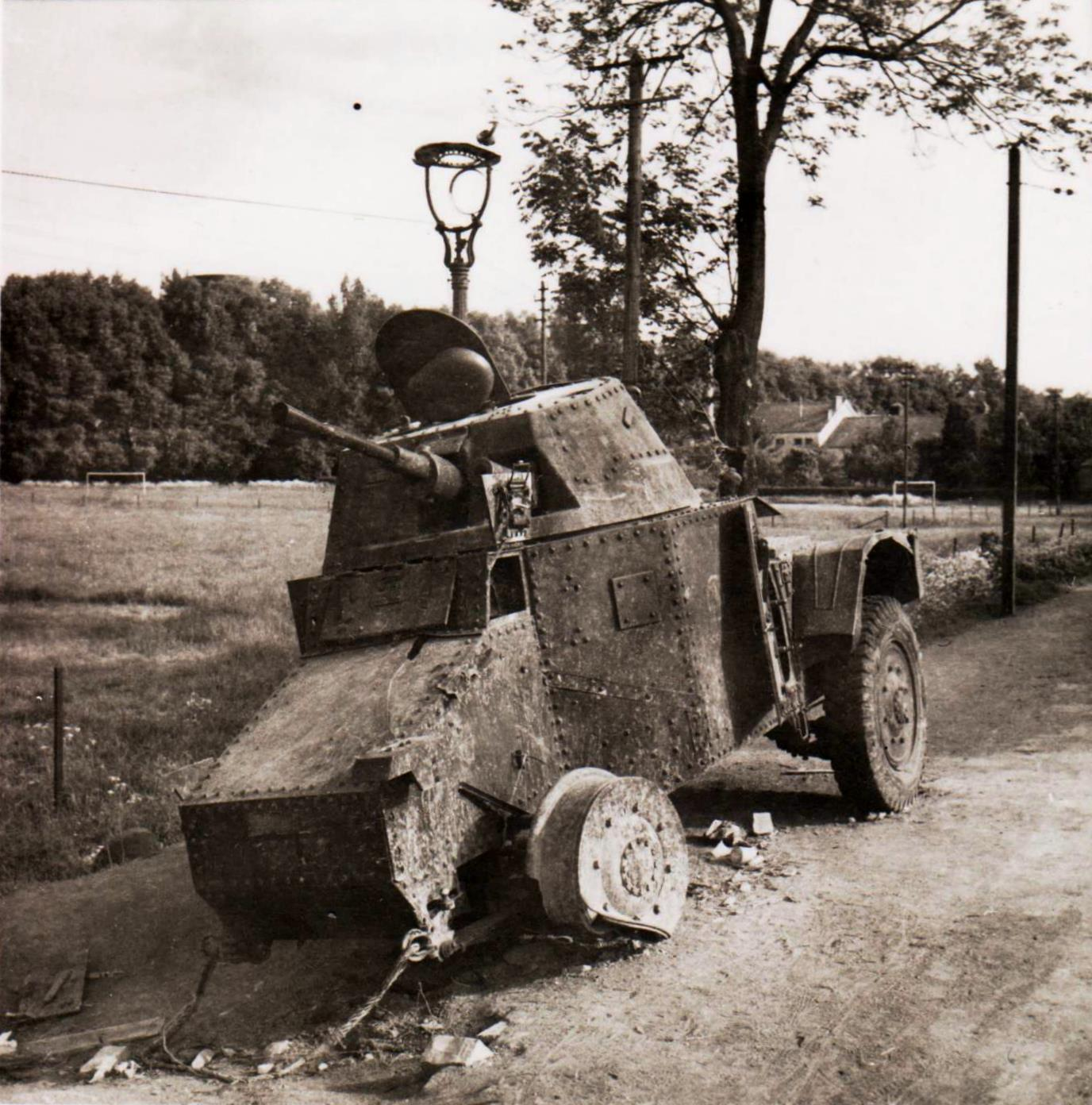
AMD 35 Panhard du 3e RAM détruite au Luxembourg mi-mai 1940.

Au cours de la campagne de mai et juin 1940, commandée par le général Petiet, la division réussit à ralentir la progression des Allemands par le Luxembourg, à leur tenir tête à Laon, où l'artillerie de la 3e DLC soutient l'offensive lancée par Charles de Gaulle, puis à la bataille de la Somme, et lors de la bataille de la Seine.
La division est dispersée mi-juin par la percée allemande. Retranchée dans la forêt de la Guerche, la 5e brigade de cavalerie ne capitule que le 2 juillet.
La 3e DLC est citée deux fois à l'ordre de l'armée, et tous ses régiments sont individuellement cités à l'ordre de l'armée.

### Composition
Source : site ATF40.
5e brigade de cavalerie
- 4e régiment de hussards
- 6e régiment de dragons

13e brigade légère motorisée
- 3e régiment d'automitrailleuses (3e RAM)
- 2e régiment de dragons portés (2e RDP)
- 3e escadron divisionnaire antichar (administré par le 3e RAM)
- 3e escadron de réparation divisionnaire (administré par le 2e RDP)

Artillerie
- 72e régiment d'artillerie de division légère de cavalerie
  - 10/72e batterie divisionnaire antichar
- 713/409e régiment d'artillerie de défense contre aéronefs (formé le 12 mai 1940)

Génie
- compagnie de sapeurs mineurs portés 49/1

Transmissions
- compagnie mixte de transmissions 49/84

Train
- compagnie hippomobile de quartier général 49/21
- compagnie automobile de quartier général 149/21

Intendance
- groupe d'exploitation divisionnaire 49/22

Santé
- 49e groupe sanitaire divisionnaire

Forces aériennes
- FA 27 (commandement aérien)
- groupe aérien d'observation 3/551 (n'est pas organique à la division)

## Insigne
La division a eu un insigne : écu français moderne taillé azur (en l'occurrence bleu clair) sur argent, chargé d'un petit écu aux armes de Paris brochant sur le tout. Le taillé bleu clair sur blanc est repris du fanion d'un commandant de division de cavalerie.
Une version dessinée sur le papier à lettre divisionnaire montre le petit écu de Paris sur le fond bleu et le chiffre 3 sur le fond blanc.